# Juho Saaristo
Julius Juho Saaristo (Tampere, 21 de julho de 1891 - Tampere, 12 de outubro de 1969) foi um atleta finlandês, campeão olimpico em Estocolmo 1912.
Especialista no lançamento de dardo, Saaristo competiu em Estocolmo nas duas modalidades da prova, conseguindo a medalha de prata no lançamento tradicional e a medalha de ouro no lançamento com duas mãos, modalidade existente apenas nestes Jogos.
Militar por formação, com a patente de tenente Saaristo lutou na Primeira Guerra Mundial e na Guerra Civil Finlandesa e continuou integrando as Forças Armadas até 1942, quando a Finlândia se retirou da Segunda Guerra Mundial, com a patente de major.
Ele voltou a participar dos Jogos Olímpicos oito anos após sua conquista de ouro, em Antuérpia 1920, conseguindo apenas o quarto lugar na prova do dardo.